# Neuroshima Hex!
Neuroshima Hex! är ett polskt taktiskt brädspel, baserat på det polska rollspelet Neuroshima, och som utspelar sig i samma post-apokalyptiska värld. Spelet är konstruerat av Michał Oracz och utgivet av bland annat Portal Publishing House, IELLO i Frankrike och Z-Man Games i USA.
Man kan spela som en av fyra arméer som skiljer sig åt med avseende på styrka, mobilitet och flexibilitet. Varje armé innehåller 34 likfärgade hexagonformade brickor som symboliserar soldater, understöd och speciella händelser. Från början blandar man sina brickor, och turas sedan om att dra en bricka och placera den på ett hexagonmönstrat bräde. Soldaterna kan attackera i närstrid eller på distans och i olika riktningar beroende på typ. Man vinner när alla andra spelares huvudkvarter är förstörda, eller om man har det huvudkvarter som är minst skadat i slutet av spelet när alla rutor blivit fyllda.

## Utgivningar och expansioner

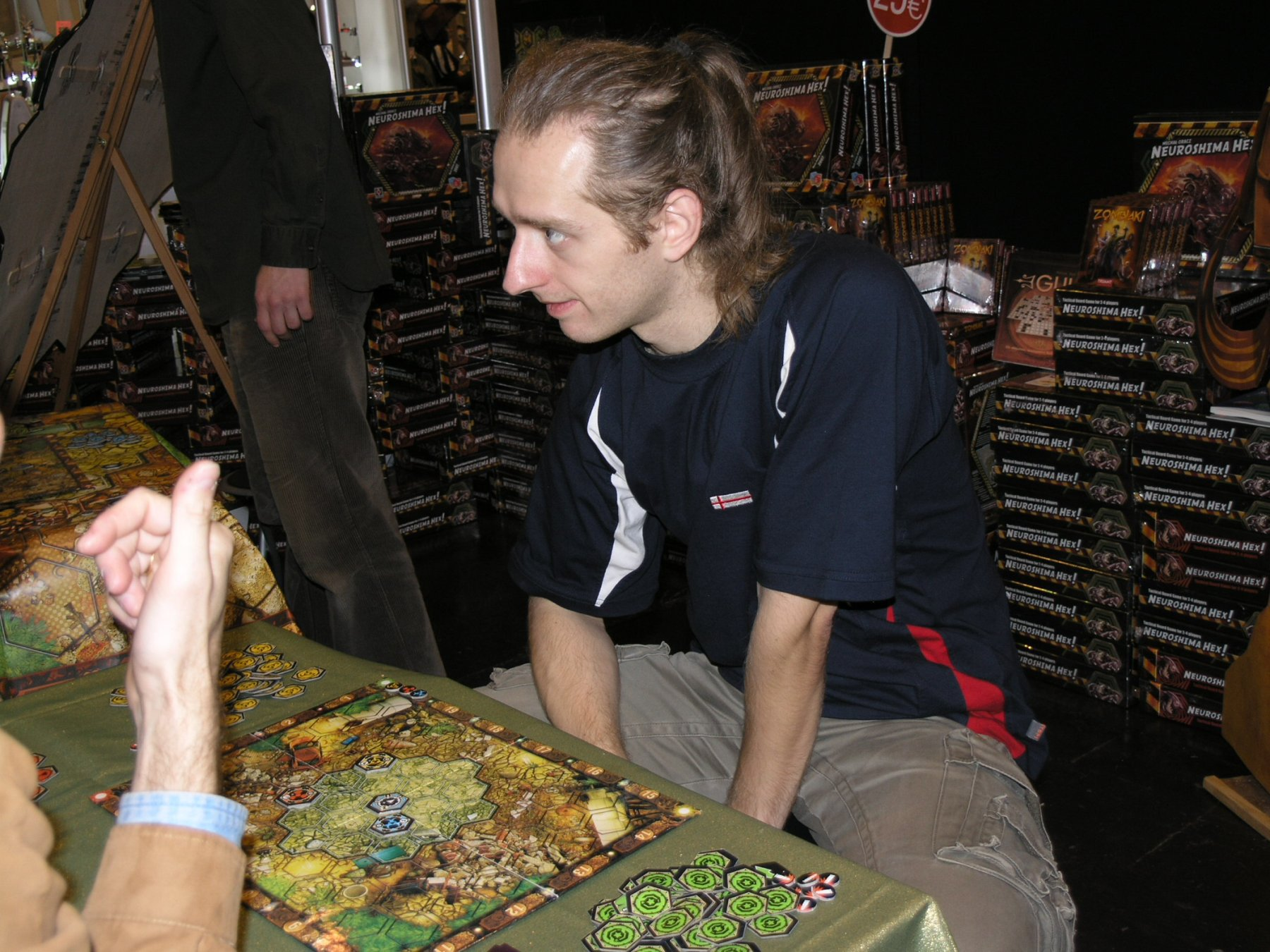
Två spelare spelar Neuroshima Hex! på spelmässan i Essen 2007

Under spelmässan spiel i Essen 2007 gavs en ny engelsk upplaga av spelet ut och i samband med detta gavs även en begränsad upplaga med en expansion med en 5:e armé ut: Doomsday Machine. Under 2008 kom även en fransk version av spelet ut. En nyare utgåva som kallas Neuroshima Hex 2,5 innehåller nya illustrationer såväl som ett par nya komponenter. Totalt har spelet fått 2 expansioner, Babel 13 och Duel, samt några tillägg av enstaka kampanjbrickor. Babel 13 lanserades under spiel 2008 och innehåller två nya arméer samt terrängbrickor. I förbeställningarna medföljde även en kampanjbricka.
Neuroshima Hex: Duel innehåller 2 nya arméer samt ett nytt spelbräde.
Spelet släpptes till Iphone och Ipad i september 2010.

## Mottagande
I maj 2007 uppmärksammades spelet av en jury som det bästa polska tyska brädspelet från 2006.
Webbsidan Board to death har gjort en videorecension av spelet där de ger det 8,5 av 10 i betyg.